# Lekkoduch
Lekkoduch – amerykański film muzyczny z 1936 roku w reżyserii George’a Stevensa z Fredem Astaire’em oraz Ginger Rogers w rolach głównych.

## Obsada
- Fred Astaire – John „Lucky” Garnett
- Ginger Rogers – Penelope „Penny” Carrol
- Victor Moore – Edwin „Pop” Cardetti
- Helen Broderick – Mabel Anderson
- Betty Furness – Margaret Watson
- Georges Metaxa – Ricardo Romero
- Landers Stevens (ojciec George’a Stevensa) – sędzia Watson